# 이탈리아 전역 (프랑스 혁명 전쟁)
프랑스 혁명 전쟁의 이탈리아 전역 또는 이탈리아 원정은 프랑스 혁명군과 오스트리아, 러시아, 사르데냐 왕국 그리고 많은 이탈리아 국가들이 북이탈리아에서 벌인 일련의 전쟁이다.

## 배경

### 프랑스 혁명 전쟁의 개시
프랑스의 오스트리아에 대한 선전포고(1792년 4월 20일)을 시작으로, 프랑스와 주변국들 간에는 선전포고에 이어서 전투가 시작되었다. 오스트리아, 프로이센, 헤센의 3국 연합군은 파죽지세로 진격을 계속했고, 8월 23일에는 롱위가, 9월 2일에는 베르됭이 함락되었으나, 프랑스는 발미 전투(9월 20일)의 승리로 공세로 전환하였다. 그리하여 프랑스는 오스트리아령 네덜란드(현, 벨기에)로 진출하여 저마프 전투(11월 6일)에서 오스트리아군에게 승리하여, 남쪽 네덜란드 전역을 점령했다. 1793년에 들어서자, 프랑스에서는 전년에 군대에 참전한 의용군들이 만기를 이유로 귀향했고, 상비군에게 급여도 제대로 줄 수 없는 상태였기 때문에 프랑스의 병력은 점차 감소하였다. 또한 1월 21일 혁명 정부의 루이 16세의 처형은 유럽 전체를 뒤흔들었고 유럽의 각 왕국에 위기감을 안겨 줬다. 프랑스 혁명 정권이 왕정을 부정하게 된 것을 의미하기 때문이다. 혁명 사상이 자국에 파급될까 두려워한 여러 왕국 즉, 스페인 · 네덜란드 · 나폴리 왕국 · 사르데냐 왕국과 그때까지 시민 혁명에 동정적이었던 잉글랜드조차 반혁명의 입장에 서게 되었다. 또한 잉글랜드로서는 네덜란드가 프랑스의 손에 떨어지는 것은 자국의 안보도 심각한 문제였다. 이러한 이유로 잉글랜드를 중심으로 한 주요국 사이에 제1차 대프랑스 동맹이 결성되었다. 이 동맹은 프랑스 혁명 정부를 타도하는 것을 목표로 했다.
대프랑스 동맹군은 지중해에서 프랑스에 대한 공격을 시작했다. 프로이센, 오스트리아, 네덜란드 공화국은 라인강에서 공격을 했고, 영국은 해상 봉쇄를 시작(5월 31일)하여 프랑스 해군의 거점인 툴롱 항을 포위했다. 프랑스는 1793년 3월 18일 오스트리아와의 네르빈덴 전투의 패배 후 이어진 뒤무리에의 투항으로 대외적으로 열세에 놓이게 되었다. 또한 국내에서도 서부 방데 지역과 남동부 리옹 등에서 왕당파의 선동에 의한 반란이 일어났고, 툴롱에서도 도시 내의 왕당파가 영국과 스페인 함대를 입항시키는 등 내우외환을 안고 있었다. 같은 해 4월 6일, 혁명 정권은 공안위원회를 조직하여 내부의 긴축을 도모함과 동시에 8월 23일, 징병제를 시행하여 상실한 병력의 복구를 시도했다.
1793년 말부터 프랑스는 반격에 나서 국내에 침공했던 동맹군을 모두 국외로 쫓아냈다. 같은 해 12월 19일, 나폴레옹은 툴롱 탈환에 중요한 역할을 하여 명성을 높였다. 이후에도 프랑스의 공세를 계속하여, 1795년 4월 6일에 프로이센과 조약을 체결하고 라인란트를 얻었다. 같은 해 5월 남부 네덜란드에 위성국인 바타비아 공화국을 건국했다. 스페인도 《제2차 바젤 조약》으로 프랑스와 휴전했다. 프랑스 국민공회가 해산되고 프랑스 총재정부가 성립(1795년 10월 26일)되자 프랑스군은 잉글랜드와 오스트리아에 대한 전쟁 수행에 박차를 가하였다. 다만, 영국을 직접 공격할 수는 없었기에 오스트리아의 영향권 밑에 있는 북부 이탈리아의 정복에 착수했다.

### 오스트리아 원정 계획
1796년 프랑스 총재정부는 오스트리아를 굴복시키기 위해 세 방향에서 공격을 계획했다. 라인 방면에서는 2개의 군을 주르당과 모로가 이끌었고, 이탈리아 원정군 사령관에는 바라스의 조치에 의해 보나파르트가 발탁되었다. 3개의 군이 티롤에서 합류하여 비엔나를 점령하겠다는 작전이었다.
전략은 4월에 시작되었다. 당초 주르당과 모로는 순조롭게 진격했다. 모로는 바이에른을 통과하여, 9월경 티롤의 국경까지 도달했다. 그러나 주르당이 이끄는 프랑스군은 테셴 공작 카를에 패배하여 라인강 서쪽으로 퇴각할 수밖에 없었다.
프랑스 국내에서는, 왕당파의 참여와 영국의 지원을 받아 오래 끌던 방데 반란이 라자르 오슈에 의해 1796년 상반기에 진압되었다. 12월, 오슈는 아일랜드에 원정을 시도했고, 영국 함대의 방해로 인해 상륙 작전은 실패로 끝났다. 또한 10월에는 스페인이 프랑스 편에 서서 영국에 선전 포고하였고, 스페인 함대는 1797년 2월 14일 쌍 빈센트 곶 해전에서 존 저비스와 넬슨이 이끄는 영국 함대에 패했다.

## 전개

### 제1차 원정
한편, 이탈리아 원정 임무를 부여받은 나폴레옹은 이탈리아에서 작전을 성공시키고 있었다. 그는 공격을 개시(1796년 3월)하여 각 방면에서 대프랑스 동맹군을 격파하였다. 최전선에서 프랑스군과 대치 해왔던 사르데냐 왕국을 약 1개월 만에 항복하게 하고, 오스트리아군의 거점 만토바를 포위했다. 뷔름저와 아르비트가 이끄는 오스트리아군은 만토바 탈환을 목표로 반격에 나섰지만, 나폴레옹에게 카스틸리오네 전투(8월 5일), 아르콜 다리 전투(11월 15~17일)에서 패배했다.
1797년 1월 14일, 이탈리아 방면에서는 오스트리아가 리볼리 전투에서도 패배하였고, 2월 2일 만토바가 성문을 열였다. 나폴레옹은 티롤에서 비엔나를 향해 진격하였고, 카를 대공도 나폴레옹의 기세를 멈추지 못했다. 오스트리아는 휴전을 제의하였고, 레오벤 조약이 체결(4월 18일 )되었다. 그 후 반년간의 협상을 거쳐 프랑스와 오스트리아는 캄포포르미오 조약을 체결(10월 17일 )했다. 프랑스는 남부 네덜란드를 합병하고, 북부에 치자르피나 공화국 등 위성국을 성립시켰다. 맞 교환으로 오스트리아는 베네치아 공화국을 합병했다. 오스트리아의 탈락으로 제1차 대프랑스 동맹은 붕괴되었고, 영국만이 전쟁을 계속하게 되었다.

## 제2차 대프랑스 동맹 (1799-1800)
1798년 1월부터 스웨덴의 악셀 폰 페르센 백작의 중재 하에 프랑스 혁명 전쟁의 종결을 목표로 한 라슈타트 회의가 열린 것도 메테르니히의 책략으로 오스트리아는 회의를 질질끌어 강화를 하기 전에 대프랑스 동맹을 재건할 시간 벌기에 성공한다. 그리하여 12월, 영국, 오스트리아, 러시아 등에 의해 《제2차 대프랑스 동맹》이 결성되었다.
1799년, 북부에서는 오스트리아군의 공세와 수보로프가 이끄는 러시아군의 전선 합세를 통해 프랑스군은 열세에 처하게 된다. 이탈리아 원정군 사령관 모로는 8월 제노바까지 후퇴했다. 라인 방면에서는 카를 대공이 이끄는 오스트리아군에 프랑스군은 3월 25일 〈스토케쉬 전투〉에서 패해 주르당은 해임되고 마세나가 후임을 맡게 되었다. 스위스 방면에서 러시아, 오스트리아 연합군과 프랑스군이 일진일퇴의 공방을 계속 벌였지만, 마세나는 9월 25일 〈제2차 취리히 전투〉에서 연합군을 격파했다. 러시아는 이듬해에는 프랑스와 화평을 맺었다.
이 상황에서 이집트 원정을 떠나 있던 나폴레옹은 몇 명의 부하만 데리고 이집트를 탈출하여 프랑스로 돌아가 11월 9일, 브뤼메르 18일 쿠데타를 일으켜 통령정부를 세우고 제1집정에 취임하여 독재 권력을 쥐게 된다. 1800년 나폴레옹은 반격을 위해 알프스산맥을 넘어 북부에 진출했다. 6월 14일 〈마렝고 전투〉에서 프랑스군은 오스트리아군의 급습을 받아 궁지에 몰렸지만, 반격에 성공한다. 모로가 이끄는 라인 방면군도 12월 3일 〈호엔린덴 전투〉에서 오스트리아군에게 승리했다. 이듬해 오스트리아는 《뤼네빌 조약》을 체결하고 프랑스와 강화했다.
프랑스와의 전쟁을 계속한 국가는 다시 잉글랜드만 남게 되었다. 또한 잉글랜드의 몰타 점령으로 통상권을 침해당한 덴마크, 스웨덴은 잉글랜드의 지중해 진출에 난색을 표했던 러시아, 프로이센과 제2차 무장 중립 동맹을 결성하고 영국과 충돌했다. 1801년 4월 2일, 영국은 코펜하겐 해전에서 덴마크 함대를 격파하고 무장 중립 동맹을 해체시키고, 이집트에서는 3월 22일 잉글랜드군과 오스만 제국군이 〈제2차 아부키르 전투〉에서 승리하여 반년 후에 프랑스의 이집트 원정군을 항복하게 했다.